# Strobilanthes lachenensis
Strobilanthes lachenensis är en akantusväxtart som beskrevs av C. B. Cl.. Strobilanthes lachenensis ingår i släktet Strobilanthes och familjen akantusväxter. Inga underarter finns listade i Catalogue of Life.